# Alopurinol
O alopurinol é um inibidor seletivo das etapas terminais da biossíntese de ácido úrico. É  eficaz no tratamento da hiperuricemia primária da gota e secundária aos distúrbios hematológicos ou terapia antineoplásica.
O alopurinol e seu metabólito principal, a aloxantina (oxipurinol), são inibidores da xantina oxidase. A inibição dessa enzima é responsável pelos principais efeitos farmacológicos do alopurinol.
Em seres humanos, o ácido úrico é produzido principalmente pela oxidação da hipoxantina e da xantina, catalisada pela xantina oxidase.
Em concentrações reduzidas, o alopurinol é um substrato e inibidor competitivo desta enzima. A inibição da biossíntese do ácido úrico reduz sua concentração plasmática e a excreção renal dos precursores mais solúveis das oxipurinas.
Na ausência do alopurinol, o teor urinário das purinas é constituído quase unicamente pelo ácido úrico. Durante o tratamento com este medicamento, as purinas urinárias são divididas entre hipoxantinas, xantina e ácido úrico. Como cada um deles tem sua solubilidade independente, a concentração do ácido úrico no plasma é reduzida sem expor o aparelho urinário a uma carga excessiva de ácido úrico e aumentar a probabilidade de formação dos cálculos.
O alopurinol pode ser utilizado nas formas crônicas graves caracterizadas por uma ou mais das seguintes anormalidades: nefropatia gotosa, depósitos tofáceos, cálculos renais de urato, redução da função renal ou hiperuricemia de difícil controle com medicamentos uricosúricos.
A ingestão de líquidos deve ser suficiente para manter o volume urinário acima de 2 litros e a alcalinidade suave da urina é recomendada.
O alopurinol é bem tolerado pela maioria dos pacientes. Os efeitos colaterais mais comuns são reações de hipersensibilidade.
As crises de gota aguda podem ocorrer com mais freqüência durante os primeiros meses de tratamento com alopurinol e em alguns casos é necessário utilizar a colchicina profilaticamente.